# O lebădă iarna
O lebădă iarna este un film românesc din 1983 regizat de Mircea Mureșan. Rolurile principale au fost interpretate de actorii Octavian Cotescu, Rodica Mureșan și Florin Piersic.

## Rezumat
Adaptare după piesa de teatru A cincea lebădă de Paul Everac, filmul descrie povestea romantică dintre Duffy, o balerină talentată, dar distribuită ca figurantă, și Mirea, un inginer aflat la apogeul carierei sale. Povestea de iubire dintre cei doi se dovedește a fi imposibilă din cauza convențiilor sociale existente.

## Distribuție
Distribuția filmului este alcătuită din:
- Octavian Cotescu — Vasile Mirea, inginer, directorul comercial al unei întreprinderi de confecții textile
- Rodica Mureșan — Dufy, o balerină talentată de la Opera Română, care este distribuită în rolul celei de-a cincea lebede din spectacolul Lacul lebedelor
- Florin Piersic — Tit Mirea, fratele inginerului, un poet boem și bețiv
- Gilda Marinescu — Marta, soția inginerului Mirea, care este internată într-un spital
- Dorina Lazăr — Hortensia Pocrovan, profesoară, prietena de familie a soților Mirea
- Fory Etterle — profesorul pensionar, vecinul inginerului
- Valentin Plătăreanu — Uică, secretarul Comitetului Județean de Partid
- Costel Constantin — Nicki Pocrovan, inginer, șeful Biroului Personal al întreprinderii, soțul Hortensiei
- Petre Lupu — Virgil Dohotaru, nepotul inginerului venit de la Focșani, angajat la Biroul Comercial al întreprinderii
- Ion Hidișan — Bădicu, directorul general al întreprinderii de confecții textile
- Jana Gorea — Jimblea, șefa Secției Confecții Femei a întreprinderii
- George Ulmeni — Stavăr, coleg de serviciu al inginerului Mirea
- Ioana Crăciunescu — soția înșelată a tehnicianului Panu
- Emil Mureșan — tehnicianul Panu, muncitor la întreprinderea de confecții textile
- Lucia Maier — Florica, fiica secretarului Uică, o tânără sedusă de Tit Mirea
- Rodica Iorgulescu
- Sergiu Anghel — Boșcu, balerin, fostul iubit al lui Dufy
- Ion Caloianu
- Daniele Văceanu
- Dumitru Ghiuzelea
- Ion Albu
- Ana Slusar
- Francisc Denyer

## Producție
Filmul a intrat în producție cu titlul de lucru „Un accident numit Duffy”.

## Primire
Filmul a fost vizionat de 1.186.180 de spectatori în cinematografele din România, după cum atestă o situație a numărului de spectatori înregistrat de filmele românești de la data premierei și până la data de 31 decembrie 2014 alcătuită de Centrul Național al Cinematografiei.